# Callichroma euthalium
Callichroma euthalium är en skalbaggsart som beskrevs av Bates 1879. Callichroma euthalium ingår i släktet Callichroma och familjen långhorningar.
Artens utbredningsområde är:
- Panama.
- Venezuela.

Inga underarter finns listade.